# Hugo Hansson Wachtmeister
Hugo Hansson Wachtmeister af Johannishus, född 24 april 1867 i Förkärla församling, Blekinge län, död 21 oktober 1940 i Bromma församling, Stockholms stad, var en svensk greve, lantbrukare, författare och riksdagsman.

## Biografi
Hugo Wachtmeister af Johannishus föddes 1867 på Tromtö i Förkärla församling. Han var son till greve Hans Wachtmeister och friherrinnan Ebba De Geer af Finspång, samt bror till Hans Hansson Wachtmeister och Axel Hansson Wachtmeister. Wachtmeister var 1887–1888 elev vid Ultunta lantbruksinstitut och blev 1889 disponent på Forstheim och Vambåsa. Han var från 1895 till 1930 disponent på Johannishus slott och Tromtö, samt blev 1897 ledamot i Blekinge läns hushållningssällskaps förvaltningsutskott.
Wachtmeister var en framstående lantbrukare i Blekinge, sedan 1891 ledamot av länets hushållningssällskap (vars historia 1811–1911 han publicerade 1914). Hushållningssällskapets ombudsmöte utsåg 1918 honom till ledamot av Lantbruksrådet.
Han var sedan 1902 ledamot och sedan 1915 ordförande i landstinget. Åren 1905–1908 var han en av länets representanter i första kammaren. Han blev ledamot av Lantbruksakademien 1909.
Wachtmeister var även verksam som författare med titlar som Till Sahara (1907), På jakt efter solen (1917) samt utgav farfadern Hans Wachtmeisters anteckningar under titeln Från Carl-Johanstiden. Han var från 1891 till hennes död gift med Frances Koch (1868–1922).

### Familj
Wachtmeister gifte sig 26 september 1891 i Ersta kapell, Stockholm med Frances von Koch (1868–1922), dotter till överstelöjtnanten Richert Vogt von Koch och friherrinnan Agate Henriette Wrede af Elimä. De fick tillsammans barnen Ebba Frances Agate Wachtmeister (född 1897) som var gift med kammarherren greve Fredrik Set von Rosen, Signe Wachtmeister (1898–1988) som var gift med kommendörkaptenen Christer Egerström och Richissa Wachtmeister (född 1899) som var gift med licentiaten Ernst Axel Rudolf Bauer-Albrechtson.